# Kim Dong-joo
Detta är ett koreanskt namn; familjenamnet är Kim.
Kim Dong-joo, född den 3 februari 1976 i Seoul, är en sydkoreansk före detta basebollspelare som tog guld för Sydkorea vid olympiska sommarspelen 2008 i Peking, och som även tog brons vid olympiska sommarspelen 2000 i Sydney.
Kim representerade även Sydkorea vid World Baseball Classic 2006, där Sydkorea kom trea. Han spelade en match och hade en hit på tre at bats.